# X. Fliegerkorps
Le X. Fliegerkorps (10e corps aérien) a été l'un des principaux corps de la Luftwaffe allemande durant la Seconde Guerre mondiale.

## Création et différentes dénominations
Il est formé le 2 octobre 1939 à Hambourg, à partir de la 10. Flieger-Division. En mars 1944, une partie de son Stab a été utilisé pour former le Kommandierende general der Deutschen Luftwaffe in Griechenland (Commandement général de la Luftwaffe allemande en Grèce). Ce corps a été dissous le 5 septembre 1944.

## Commandement
| Début            | Fin                | Grade               | Nom                         |
| ---------------- | ------------------ | ------------------- | --------------------------- |
| 2 octobre 1939   | 31 août 1942       | General der Flieger | Hans-Ferdinand Geisler      |
| 3 juin 1940      | 20 septembre 1940  | General der Flieger | Bernhard Kühl (par intérim) |
| 31 août 1942     | 31 décembre 1942   | General der Flieger | Otto Hoffmann von Waldau    |
| 1er janvier 1943 | 22 mai 1943        | Generalleutnant     | Alexander Holle             |
| 22 mai 1943      | 1er septembre 1944 | General der Flieger | Martin Fiebig               |

## Chef d'état-major
| Début             | Fin            | Grade           | Nom                                 |
| ----------------- | -------------- | --------------- | ----------------------------------- |
| 1er novembre 1939 | 31 mars 1941   | Oberstleutnant  | Martin Harlinghausen                |
| 25 avril 1940     | 21 mai 1940    | Generalleutnant | Ulrich Kessler (en) (par intérim)   |
| 1er avril 1941    | Mars 1942      | Generalleutnant | Günther Korten                      |
| 1er avril 1942    | Mars 1943      | Oberst          | Sigismund Freiherr von Falkenhausen |
| 8 mars 1943       | 2 juin 1943    | Major           | Eckard Christian                    |
| Juin 1943         | 6 janvier 1944 | Generalmajor    | Walter Boenicke (en)                |

## Quartier Général
Le Quartier Général s'est déplacé suivant l'avancement du front.
| Début          | Fin            | Ville               |
| -------------- | -------------- | ------------------- |
| Octobre 1939   | Avril 1940     | Hambourg            |
| Avril 1940     | Décembre 1940  | Oslo                |
| Décembre 1940  | 16 juin 1941   | Taormine            |
| 16 juin 1941   | 1er avril 1944 | Athens-Kiphissia    |
| 1er avril 1944 | Août 1944      | Angers              |
| Août 1944      | Mai 1945       | Wiesbaden-Erbenheim |

## Rattachement
| Octobre 1940 - Avril 1940        |  | Luftflotte 2                                  |
| Avril 1940 - Mai 1940            |  | Oberbefehlshaber der Luftwaffe (ObdL)         |
| Mai 1940 - Décembre 1940         |  | Luftflotte 5                                  |
| Décembre 1940 - Décembre 1941    |  | Italuft/Oberbefehlshaber der Luftwaffe (ObdL) |
| Décembre 1941 - 1er janvier 1943 |  | Luftflotte 2                                  |
| 1er janvier 1943 - 9 mars 1943   |  | Luftflotte 2 et Luftwaffenkommando Südost     |
| 9 mars 1943 - 1er avril 1944     |  | Luftwaffenkommando Südost                     |
| 1er avril 1944 - Août 1944       |  | Luftflotte 3                                  |
| Août 1944 - Septembre 1944       |  | Luftflotte Reich                              |

## Unités subordonnées
- Avril 1940 (Norvège) :
  - Kampfgeschwader 4
  - Kampfgeschwader 26
  - Kampfgeschwader 30
  - Kampfgeschwader 40
  - Sturzkampfgeschwader 1
  - Zerstörergeschwader 76
  - Jagdgeschwader 77
  - 1. (F)/Aufklärungsgruppe 120
  - 1. (F)/Aufklärungsgruppe 122
  - Fernaufklärungsstaffel ObdL
  - Küstenfliegergruppe 506
  - Kampfgeschwader z.b.V. 1
  - Kampfgeschwader z.b.V. 108
- Août 1940 (Angleterre) :
  - 1. (F)/Aufklärungsgruppe 121
  - Kampfgeschwader 26
  - Kampfgeschwader 30
  - Zerstörergeschwader 76
  - Jagdgeschwader 77
  - Küstenfliegergruppe 506
- Mars 1943 (Méditerranée) :
  - 2. (F)/Aufklärungsgruppe 123
  - 2. (See)/Aufklärungsgruppe 125
  - 3. (See)/Aufklärungsgruppe 126
  - Kampfgeschwader 100
  - Lehrgeschwader 1
  - Jagdgeschwader 27
- Janvier 1944 (Méditerranée) :
  - Fernaufklärungsgruppe 4
  - Aufklärungsgruppe 126
  - Zerstörergeschwader 26
- Juillet 1944 (Normandie) :
  - Nahaufklärungsgruppe 13
  - Kampfgeschwader 100
  - Nachtschlachtgruppe 2